# Cathleen Nesbitt
Cathleen Nesbitt (24. november 1888 i Cheshire, England – 2. august 1982 i London) var en engelsk skuespillerinde.
Hun blev født i Cheshire, England, gik i skole i Lisieux, France og studerede på Queen's University of Belfast, og på Sorbonne Universitetet i Paris.